# O poeta aprendiz
O poeta aprendiz (in portoghese: L'apprendista poeta) è una canzone composta da Toquinho e Vinícius de Moraes, fu incisa per la prima volta nel 1971 e incluso nell'album Toquinho & Vinícius. 
Nel 1974 Ornella Vanoni realizzò una versione in italiano del brano, intitolata L'apprendista poeta con testo di Sergio Bardotti, nell'LP A un certo punto....